# Rifugio Stella Alpina
Il rifugio Stella Alpina Spiz Piaz è un rifugio situato nel comune di Pera di Fassa (TN), in val di Fassa, nel gruppo del Catinaccio, Dolomiti, a 1.960 metri di quota.

## Accessi
- Da Pera di Fassa (1.320 m), attraverso il segnavia 546 (Facile/Medio).
- Da Monzon (1.510 m), attraverso il segnavia 546 (facile).
- Dal rifugio Ciampedie (1.998 m), attraverso il segnavia 540 (facile).
- Dal rifugio Larsec (1.987 m), attraverso il segnavia 540 (facile).
- Dal rifugio Negritella (1.986 m), attraverso il segnavia 540 (facile).
- Dalla baita Checco (1.998 m), attraverso il segnavia 540 (facile).
- Dal ristorante Bellavista (1.998 m), attraverso il segnavia 540 (facile).
- Dal rifugio Vajolet (2.243 m), attraverso il segnavia 546 (facile).
- Dal rifugio Preuss (2.244 m), attraverso il segnavia 546 (facile).
- Dal passo delle Scalette (2.348 m), attraverso il segnavia 546, con breve tratto attrezzato (medio/difficile).
- Dal passo delle Cigolade (2.579 m), attraverso il segnavia 541, successivamente al bivio con il segnavia 550 seguire quest'ultimo verso valle (medio).
- Dal passo delle Coronelle (2.630 m), attraverso il segnavia 550 (medio).

## Ascensioni
- Al passo delle Scalette (2.348 m), attraverso il segnavia 546, con breve tratto attrezzato (medio/difficile).
- Al passo delle Cigolade (2.579 m), attraverso il segnavia 550, successivamente al bivio con il segnavia 541 seguire quest'ultimo verso il passo (medio).
- Al passo delle Coronelle (2.630 m), attraverso il segnavia 550 (medio).

## Traversate
- Al rifugio Ciampedie (1.998 m), attraverso il segnavia 540 (facile). Tra il rifugio Ciampedie e il rifugio Stella Alpina si può seguire il caratteristico  sentiero delle Leggende, passeggiata adatta soprattutto a famiglie con bambini e/o anziani, che spiega attraverso "tappe a cartelli" le leggende di re Laurino e del gruppo del Catinaccio.[senza fonte]
- Al rifugio Larsec (1.987 m), attraverso il segnavia 540 (facile).
- Al rifugio Negritella (1.986 m), attraverso il segnavia 540 (facile).
- Alla baita Checco (1.998 m), attraverso il segnavia 540 (facile).
- Al ristorante Bellavista (1.998 m), attraverso il segnavia 540 (facile).
- Al rifugio Vajolet (2.243 m), attraverso il segnavia 546 (facile).
- Al rifugio Preuss (2.244 m), attraverso il segnavia 546 (facile).